# Мазуров Пилип Савелійович
Пилип Савелійович Мазуров (12 червня 1903 — 15 грудня 1954) — Герой Радянського Союзу (1944).

## Біографія
Народився 12 червня 1903 року в селі Джарбан (нині Курмангазинський район Атирауської області Казахстану) у селянській родині. Росіянин. Працював слюсарем на рибкомбінаті в місті Астрахань.
У Червоній армії з січня 1942 року, з січня того ж року на фронтах німецько-радянської війни.
Відзначився під час битви за Дніпро. Сапер 196-го окремого саперного батальйону (81-а стрілецька дивізія, 61-ї армії Центрального фронту) єфрейтор П.Мазуров в ніч на 4 жовтня 1943 року під час форсування Дніпра в районі села Новосілки (нині Ріпкинський район Чернігівської області) під вогнем противника зробив на човні 9 рейсів, переправив 55 бійців з 410-го стрілецького полку зі зброєю та боєприпасами на правий берег. Із західного берега переправив назад 3-х поранених бійців, пораненого командира 1-го стрілецького батальйону старшого лейтенанта Каракулова, а також підібрав 3 станкових кулемети та рацію і привіз їх до підрозділу. Під час зворотнього 9-го рейсу його човен був розбитий розривом міни противника, проте він доплив до свого берега на уламку від човна.
В кінці 1945 року старшина Мазуров демобілізувався. Жив у місті Астрахань, працював чоботарем. Помер 15 грудня 1954 року.

## Звання та нагороди
15 січня 1944 року Пилипу Савелійовичу Мазурову присвоєно звання Героя Радянського Союзу.
Також нагороджений:
- орденом Леніна
- медаллю «За відвагу»